# 布鲁斯·弗尼斯
布鲁斯·弗尼斯（英語：Bruce Furniss，1957年5月27日—），美国男子游泳运动员。他曾代表美国参加1976年夏季奥林匹克运动会游泳比赛，获得男子200米自由泳和男子4×200米自由泳接力金牌。